# Ozerós
Le lac Ozerós, en grec moderne : λίμνη Οζερός également appelé Galítsa (Γαλίτσα) est un lac naturel du district régional d'Étolie-Acarnanie en Grèce-Occidentale. Il est situé à l'ouest du fleuve Achéloos, à peu près à la même latitude que la ville d'Agrínio, à l'est et au sud du lac Amvrakía.
Son nom a des origines slaves, puisque Ozero est le mot slave qui signifie « lac ». Il a une superficie d'environ onze kilomètres carrés et une profondeur de huit à dix mètres, mais son niveau varie considérablement. L'Ozerós est formé par l'eau de l'Achéloos, qui est piégée dans la zone lorsqu'elle déborde, et par de petits torrents.